# Voge (Schiff)
USS Voge (FF-1047) war eine Fregatte der Garcia-Klasse der United States Navy.  Sie wurde nach Konteradmiral Richard George Voge benannt.

## Geschichte
Die Kiellegung der Voge erfolgte am  21. November 1963 auf der Defoe Shipbuilding Company in Bay City (Michigan). Der Stapellauf erfolgte am 4. Februar 1965, die Schiffstaufe wurde von Alice Voge Oetting, der Witwe des Namensgebers, vorgenommen.  Anschließend wurde sie zur Ausrüstung nach Boston zum Boston Naval Shipyard verlegt, bevor sie am 25. November 1966, unter dem Kommando von Commander William F. Keller in Dienst gestellt wurde. Sie diente hauptsächlich als Schutz von Geleitzügen, in der Bekämpfung feindlicher Unterseeboote sowie der Amphibischen Kriegsführung.
Während eines Dockaufenthaltes zur Überholung wurde sie am 1. Juli 1975, ursprünglich als Geleitzerstörer konzipiert, zur Fregatte unter der Kennung FF-1047 reklassifiziert.
Am 28. August 1976 befand sich die Voge auf einer Patrouille im Ionischen Meer nahe Griechenland, als sie mit dem sowjetischen Projekt 659-U-Boot K-22 kollidierte und schwer beschädigt wurde. Die Voge war nach der Kollision nicht mehr manövrierfähig und musste in ein Trockendock in das französische Toulon geschleppt werden.
Nach der Außerdienststellung am 23. August 1989 wurde die Voge auf dem Philadelphia Naval Shipyard eingemottet und schließlich am 25. Juli 1995 zur Verschrottung verkauft. Da der Käufer jedoch den vereinbarten Preis nicht bezahlte, ging sie wieder in den Besitz der US Navy über. Sie wurde am 26. Mai 2000 endgültig für 2.600.000 USD an ein anderes Verschrottungsunternehmen nach Philadelphia verkauft. Die Verschrottung wurde am 16. Januar 2001 abgeschlossen.

## Auszeichnungen
- Navy Meritorious Unit Commendation
- Coast Guard Meritorious Unit Commendation
- 3x Navy "E" Ribbon
- Navy Expeditionary Medal
- National Defense Service Medal
- Humanitarian Service Ribbon
- Sea Service Deployment Ribbon
- Special Operations Service Ribbon mit drei Service stars